# Otava (vattendrag)
Otava är ett vattendrag i Tjeckien.   Det ligger i regionen Södra Böhmen, i den centrala delen av landet, 70 km söder om huvudstaden Prag.